# Claus Strunz

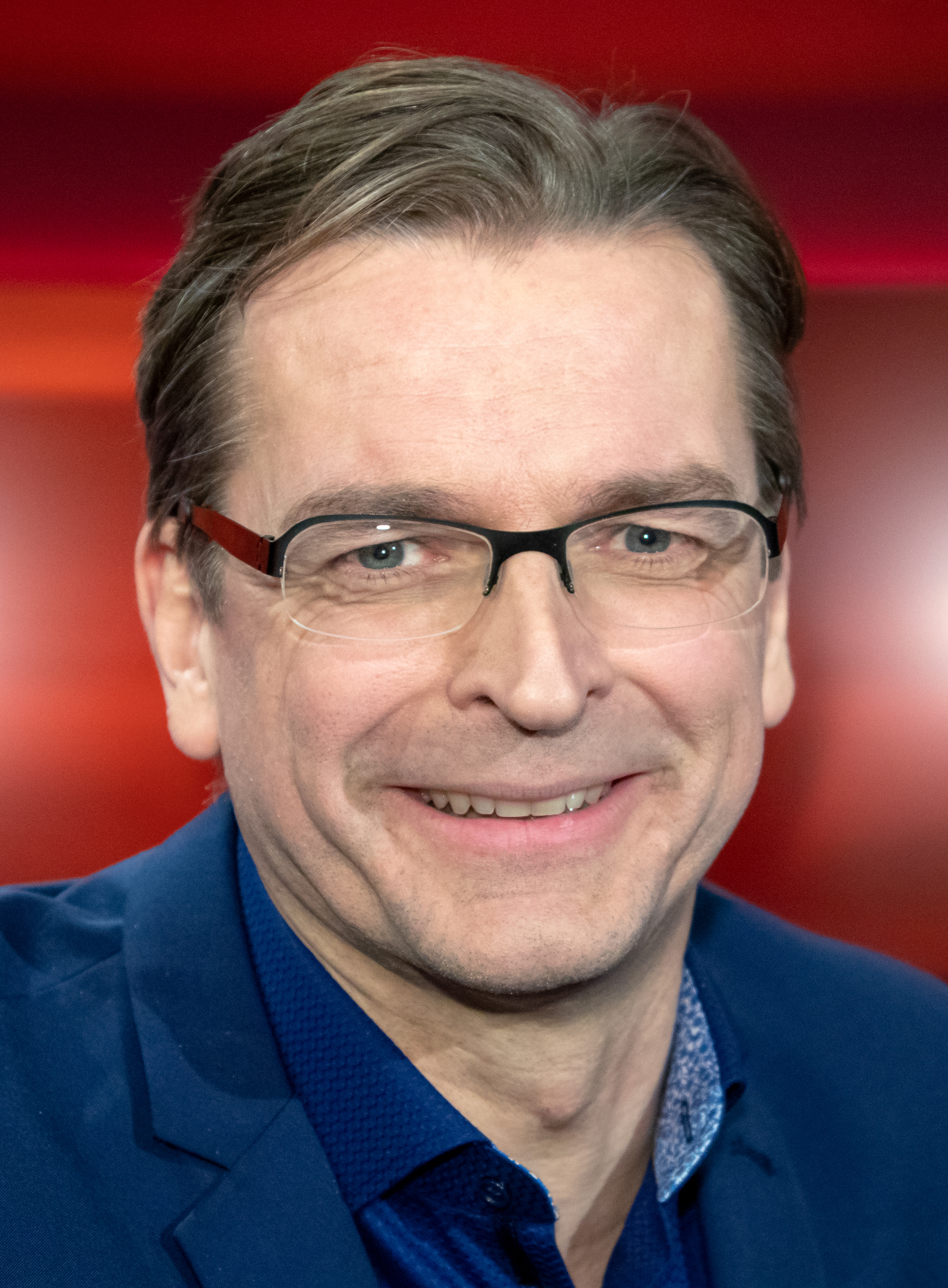
Claus Strunz, 2019

Claus Strunz (ur. 29 września 1966 w Münchbergu w Górnej Frankonii) – niemiecki dziennikarz.
Były pracownik i kierownik zespołu wiadomości w gazecie Abendzeitung w Münchberg, studiował nauki polityczne, literaturę i prawo medialne Był zastępcą redaktora naczelnego w tygodniku Die Welt, od października 2000 jest redaktorem naczelnym Bild am Sonntag, niedzielnego wydania dziennika Bild. Jest także prezenterem w programie telewizyjnym Was erlauben Strunz!?, emitowanym w telewizji N24. Na początku roku 2005 został przez czasopismo "GQ Gentlemen’s Quarterly" wybrany na najbardziej wpływowego mężczyznę Niemiec przed czterdziestką. Claus Strunz mieszka wraz ze swoją żoną i dzieckiem w Hamburgu.